# LZ 15
Der Zeppelin LZ 15 war das fünfzehnte Luftschiff des Grafen Zeppelin und das fünfte Luftschiff des deutschen Heeres.

## Geschichte
LZ 15 machte seine erste Fahrt am 16. Januar 1913. Es wurde vom Heer unter der Kennung: Ersatz Z I für das wegen Überalterung abgewrackte Luftschiff Z I übernommen.
Sein Standort als Heeresluftschiff war Baden-Oos. Es hat 33 Fahrten durchgeführt.

## Ende von LZ 15/Ersatz Z I
Bedingt durch starken Gegenwind konnte das Luftschiff am 19. März 1913 nach zwanzigstündiger Fahrt seinen Heimathafen Baden-Oos nicht mehr erreichen und musste mangels Benzin bei Karlsruhe notlanden. Kapitän Horn gelang gegen 15:30 Uhr die Landung auf dem Exerzierplatz (heute Alter Flugplatz Karlsruhe). Etwa um 17:00 Uhr drückte der Wind die verankerte Spitze des Luftschiffes derart auf den Boden, dass seine Struktur zerbarst. Die Bedienungsmannschaft des örtlichen Telegrafenbataillons und die Luftschiffer konnten die Gondeln verlassen, ohne dass es zu Personenschäden kam. Motoren und Instrumente wurden intakt geborgen. Der Rest des Schiffes wurde vollkommen zerstört.

## Technische Daten
- Traggasvolumen: 22.500 m³ Wasserstoff
- Länge: 158,0 m
- Durchmesser: 14,90 m
- Nutzlast: 9,5 t
- Antrieb: Drei Maybach-Motoren von je 165 PS
- Geschwindigkeit: 21,2 m/s